# Municipio de Grant (condado de Kossuth)
El municipio de Grant (en inglés: Grant Township) es un municipio ubicado en el condado de Kossuth en el estado estadounidense de Iowa. En el año 2010 tenía una población de 120 habitantes y una densidad poblacional de 1,62 personas por km².

## Geografía
El municipio de Grant se encuentra ubicado en las coordenadas 43°28′24″N 94°15′23″O / 43.47333, -94.25639. Según la Oficina del Censo de los Estados Unidos, el municipio tiene una superficie total de 74.05 km², de la cual 74,03 km² corresponden a tierra firme y (0,01 %) 0,01 km² es agua.

## Demografía
Según el censo de 2010, había 120 personas residiendo en el municipio de Grant. La densidad de población era de 1,62 hab./km². De los 120 habitantes, el municipio de Grant estaba compuesto por el 95,83 % blancos, el 4,17 % eran de otras razas. Del total de la población el 5 % eran hispanos o latinos de cualquier raza.